# Mahenge

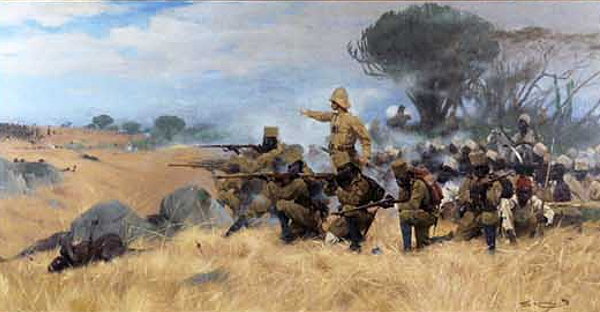
Wilhelm Kuhnert: "Schlacht bei Mahenge", Deutsch-Ostafrika, 1905

Mahenge ist eine kleine Stadt in Tansania. Sie liegt in der Region Morogoro und ist die Hauptstadt des Distriktes Ulanga.

## Geografie

### Lage
Mahenge hat 7768 Einwohner und liegt in den Mahenge-Bergen in einer Höhe von 1040 Metern über dem Meer, 70 Kilometer südlich von Ifakara, rund 500 Kilometer südwestlich von Daressalam.

### Klima
Das Klima in Mahenge ist tropisch, Aw nach der effektiven Klimaklassifikation. In den Monaten Juni bis Oktober regnet es sehr wenig, insgesamt fallen 1148 Millimeter Niederschlag im Jahr. Die Durchschnittstemperatur liegt zwischen 19,9 Grad Celsius im Juli und 24,8 Grad im November.
|                        | Jan  | Feb  | Mär  | Apr  | Mai  | Jun  | Jul  | Aug  | Sep  | Okt  | Nov  | Dez  |   |      |
| Mittl. Temperatur (°C) | 24,2 | 23,9 | 23   | 22,1 | 21,2 | 20   | 19,9 | 20,9 | 22,4 | 24   | 24,8 | 24,4 | ⌀ | 22,6 |
| Mittl. Tagesmax. (°C)  | 28,5 | 27,9 | 26,6 | 25,5 | 25   | 24,5 | 24,5 | 25,6 | 27,7 | 29,4 | 30,1 | 29   | ⌀ | 27   |
| Mittl. Tagesmin. (°C)  | 20,7 | 20,6 | 20,4 | 19,4 | 17,8 | 15,7 | 15,5 | 16,5 | 17,2 | 18,6 | 20,1 | 20,6 | ⌀ | 18,6 |
|                        |      |      |      |      |      |      |      |      |      |      |      |      |   |      |
| Niederschlag (mm)      | 226  | 218  | 217  | 139  | 57   | 16   | 11   | 15   | 12   | 28   | 58   | 151  | Σ | 1148 |

| 20,7 |

| 20,6 |

| 20,4 |

| 19,4 |

| 17,8 |

| 15,7 |

| 15,5 |

| 16,5 |

| 17,2 |

| 18,6 |

| 20,1 |

| 20,6 |

| 20,7 |

| 20,6 |

| 20,4 |

| 19,4 |

| 17,8 |

| 15,7 |

| 15,5 |

| 16,5 |

| 17,2 |

| 18,6 |

| 20,1 |

| 20,6 |

## Geschichte
Im Jahr 1905 schlugen die deutschen Besatzungsmächte einen Aufstand der Maji-Maji in der Schlacht bei Mahenge nieder. Im Ersten Weltkrieg errangen die belgisch-kongolesischen Einheiten bei der Offensive von Mahenge einen wichtigen Sieg gegen die Deutschen.

## Religion
Mahenge ist Sitz eines römisch-katholischen Bischofs. Die Diözese wurde 1964 errichtet. Im Jahr 2019 umfasste sie 355.000 Einwohner, davon waren 68 Prozent Katholiken.

## Infrastruktur
- Straßen: Von Mahenge führt eine Nationalstraße nach Norden nach Ifakara und weiter nach Morogoro. Davon sind die ersten Kilometer asphaltiert, der weitere Verlauf ist größtenteils unbefestigt.[6]
- Bildung: In der Stadt befindet sich eine weiterführende Schule für Mädchen, die von der katholischen Kirche betrieben wird.[7]
- Krankenhaus: Das St. Francis-Krankenhaus wird von der katholischen Kirche betrieben. Durch einen Vertrag mit der Regierung hat es auch den Status eines Distriktkrankenhauses.[8] Seit 1960 betreut eine auf private Initiative gegründete Klinik Epileptiker. 1972 wurde diese von der tansanischen Regierung übernommen.[9]